# Lock Springs
Lock Springs és una població dels Estats Units a l'estat de Missouri. Segons el cens del 2000 tenia 69 habitants.

## Demografia
Segons el cens del 2000, Lock Springs tenia 69 habitants, 25 habitatges, i 17 famílies. La densitat de població era de 222 habitants per km².
Dels 25 habitatges en un 28% hi vivien nens de menys de 18 anys, en un 60% hi vivien parelles casades, en un 4% dones solteres, i en un 32% no eren unitats familiars. En el 24% dels habitatges hi vivien persones soles el 12% de les quals corresponia a persones de 65 anys o més que vivien soles. El nombre mitjà de persones vivint en cada habitatge era de 2,76 i el nombre mitjà de persones que vivien en cada família era de 3,41.
Per edats la població es repartia de la següent manera: un 27,5% tenia menys de 18 anys, un 7,2% entre 18 i 24, un 29% entre 25 i 44, un 23,2% de 45 a 60 i un 13% 65 anys o més.
L'edat mediana era de 40 anys. Per cada 100 dones de 18 o més anys hi havia 85,2 homes.
La renda mediana per habitatge era de 21.500 $ i la renda mediana per família de 21.500 $. Els homes tenien una renda mediana de 34.583 $ mentre que les dones 16.250 $. La renda per capita de la població era de 10.816 $. Entorn del 38,9% de les famílies i el 37% de la població estaven per davall del llindar de pobresa.

## Poblacions més properes
El següent diagrama mostra les poblacions més properes.